# Trichoblaniulus lanuginosus
Trichoblaniulus lanuginosus är en mångfotingart som beskrevs av Ribaut 1947. Trichoblaniulus lanuginosus ingår i släktet Trichoblaniulus och familjen Trichoblaniulidae. Inga underarter finns listade i Catalogue of Life.